# Benoît Hamon
Benoît Hamon (Saint-Renan, 1967. június 26.) francia politikus, a szocialista párti és az Európai Szocialisták Pártja (PES) tagja. Ő lett a Szocialista Párt jelöltje a 2017-es franciaországi elnökválasztáson, miután 2017. január 29-én legyőzte Manuel Vallst a párt előválasztásain.

## Politikai pályája
2004 és 2009 között Hamon Kelet-Franciaország képviselője volt az Európai Parlamentben. A Szocialisták és Demokraták Progresszív Szövetsége frakcióhoz, illetve az Európai Szocialisták Pártjához csatlakozott.
A 2008-as reimsi kongresszuson ő volt a Szocialista Párt balszárnyának a vezetője és jelöltje az első titkári posztra. Amikor a főtitkári posztért már csak Ségolène Royal and Martine Aubry versenyezett, Hamon a saját támogatóinak azt javasolta, szavazzanak Aubryra, aki nyert is.
2012. május 16-án a gazdasági minisztérium szociális gazdaságért felelős miniszterhelyettese lett François Hollande elnök alatt. Két évet töltött el ezen a poszton. 2014. április 2. és augusztus 25. között oktatási miniszterként szolgált. Lemondását azzal indokolta, hogy szerinte Hollande elnök hűtlen lett a szocialisták programjához. He was national secretary for Europe and spokesperson for the Socialist Party.[forrás?]

### A szocialisták elnökjelöltje
Hamon 2016 augusztusában jelentette be, hogy indul az elnöki posztért. Az előválasztáson is a pártbaloldalt képviselte, illetve a párton belüli zöld irányzatot, és kritizálta Hollande elnök és Manuel Valls miniszterelnök politikáját. Az amerikai Bernie Sanders szenátor nagy tisztelőjének tartják.
Feltétel nélküli alapjövedelmet adna minden francia állampolgárnak, és azt gondolja, hogy az automatizálás nehezíteni fogja a munkához jutást. Harmincöt, vagy még kevesebb órás munkahetet támogatna és legalizálná a kannabisz fogyasztását és az eutanáziát. Óriási összegeket fektetne a megújuló energiaforrások biztosításába, amelyek 2025-re szerinte a francia energiafogyasztás felét kellene, hogy biztosítsák. A "közjavak" - a víz, a levegő és a biodiverzitás - védelmét az alkotmányba foglalná.
Kritizálta a neoliberális "mítoszt a véget nem érő gazdasági növekedésről", amely szerinte lerombolja a bolygót és "kvázi vallássá" vált a politikusok közt. "There is an urgency to change now our way to produce and consume. [...] We can negotiate with bankers, but we can't negotiate with the planet."
Társadalmi vízióját egyesek koherensnek és hitelesnek tartják, mások szerint meg utópia.
A 2017. januári felmérések támogatottságának megháromszorozódását mutatták, és ezzel komoly pályázóvá lépett elő a párton belül az elnökjelöltségre. Január 22-én az előválasztás első fordulójában az első helyen végzett, Valls előtt. Röviddel ezután Hamon megszerezte a harmadik helyen végzett Arnaud Montebourg támogatását. A 29-ei második fordulóban elnyerte a jelölést.

## Fordítás
- Ez a szócikk részben vagy egészben  a   Benoît Hamon című angol Wikipédia-szócikk ezen változatának fordításán alapul.  Az eredeti cikk szerkesztőit annak laptörténete sorolja fel. Ez a jelzés csupán a megfogalmazás eredetét és a szerzői jogokat jelzi, nem szolgál a cikkben szereplő információk forrásmegjelöléseként.